# Smashed
Smashed és una pel·lícula dramàtica estatunidenca de 2012 dirigida per James Ponsoldt, escrita per Ponsoldt i Susan Burke, i protagonitzada per Mary Elizabeth Winstead i Aaron Paul. Va ser estrenada al Festival de Cinema de Sundance el 22 de gener del 2012, i va guanyar el premi especial del jurat dramàtic per l'Excel·lència en la producció d'una pel·lícula independent. El dia 5 de febrer, va ser agafada per Sony Pictures Classics i va estrenar-se el 12 d'octubre del 2012.

## Argument
Kate Hannah (Mary Elizabeth Winstead) és una mestre d'escola que és alcohòlica, un dia vomita davant dels seus alumnes i aquests li pregunten si està embarassada, ella, sense saber com reaccionar, acaba fingint el seu propi embaràs per tal de conservar el seu lloc de treball. Tanmateix, un company de feina, Dave (Nick Offerman), l'ha vista bevent. Ell jura no explicar-ho a ningú i li recomana anar a les reunions d'alcohòlics anònims que ell mateix organitza. El problema és que assumir que ets un alcohòlic, que necessites ajuda i intentar deixar de beure no és fàcil, i menys si el teu marit, Charlie (Aaron Paul), també ho és.

## Repartiment
- Mary Elizabeth Winstead: Kate Hannah
- Aaron Paul: Charlie Hannah
- Octavia Spencer: Jenny
- Nick Offerman: Dave Davies
- Megan Mullally: Principal Barnes
- Mary Kay Place: Rochelle
- Kyle Gallner: Owen Hannah
- Bree Turner: Freda
- Mackenzie Davis: Millie
- Patti Allison: Rocky
- Richmond Arquette: Arlo
- Natalie Dreyfuss: Amber